# Большая волна (телесериал)
«Больша́я волна́» (англ. Blue Water High) — австралийский телесериал, который был показан по австралийскому каналу ABC1 (Австралийская радиовещательная компания), по каналу Austar / Foxtel Nickelodeon, а также по другим телеканалам по всему миру. Первые два сезона были сняты в 2005 и 2006 годах, и продюсеры не думали о создании третьего. Однако из-за популярности этого сериала среди фанатов, продюсеры решили сделать ещё один сезон с Кейт Белл в главной роли. Третий сезон закончился закрытием школы «Solar Blue». Таким образом, продюсеры сериала показали, что продолжения, скорее всего, не будет.

## Сюжет
В каждом сезоне показана жизнь группы студентов престижной австралийской школы для сёрферов — «Solar Blue». Туда были отобраны простые подростки. После прохождения учебы и сдачи экзаменов их останется только двое — девушка и парень. Ребята получат трехлетний договор и возможность заниматься любимым делом профессионально…

Между тем, подросткам приходится учиться не только сёрфингу, но и познавать взрослую самостоятельную жизнь. По условиям конкурса, участники состязания должны жить в одном доме, соответственно, распределяя между собой домашние дела. Не всем это приходится по вкусу. Ведь умение владеть собой и уживаться в коллективе тоже является частью экзамена…

### Первый сезон
Первый сезон состоит из двадцати шести эпизодов. В нём снимались:
- Адам Сандерс в роли Хейфа — шутника, который борется со школой, встречается с Флай
- Тахина Тоззи в роли Перри — королевы Золотого Берега, встречается с Метом
- Софии Лак в роли Флай — самой младшей из ребят,Встречается с Хейфом
- Кейт Белл в роли Бек — местная, встречается с Эджем
- Хан Читтенден в роли Эджа — достаточно агрессивного подростка и большого любителя состязаний, встречается с Бек
- Крис Фой в роли Мэтта — просто «умного парня», встречается с Перри
- Мара Шерзингер в роли Анны — известной немецкой кайтбордистки, встречается с братом Бек.

Они были отобраны в лучшую австралийскую школу серферов «Solar Blue». 

Первый сезон был выпущен на четырёх DVD-дисках, хотя фанаты настоятельно призывали к выпуску одного диска, что и было сделано впоследствии со вторым сезоном. 

В 2005 году Софи Лак была удостоена премии Австралийского киноинститута как самый лучший молодой актер сезона. Победителями первого сезона стали Флай и Эдж.

### Второй сезон
Съемки второй серии начались в начале января 2006 года в Сиднее (Австралия). Состав съемочной группы был пересмотрен. Были добавлены Трент Дальзелл (Кори), Райан Корр (Эрик), Лесли Митчелл (Брук), Тарин Марлер (Рэйчел), Габриель Сколлэй (Эми) и Джеймс Соренсен (Майк). Также в составе группы присутствовала Софи Лак (Флай). 

Премьера состоялась 28 июня 2006 года. Софи Лак, Адам Сандерс, Кейт Белл, Крис Фой, Тахина Тоззи, Надин Гарнер и Хан Читтенден появлялись в разных эпизодах. Победителями второго сезона были Брук и Эрик. 

Полностью второй сезон был выпущен на DVD в Австралии, 1 октября 2007 года.

### Третий сезон
Съемки третьего сезона начались в октябре 2007 года. В фильм приходят Кейт Белл (Бек) и Крейг Хорнер (Гарри). Новичками в школе стали Гай (Каин O’Kиффи), Чарли (Лаклан Бьюкенен), Адам (Эка Дарвилл), Бриджит (Кариба Хейн), Лорен (Эми Беквит) и Кейси (Ребекка Бридз). Показ фильма произошёл на морском берегу 3 апреля 2008 года. 

Победителями этого сезона становятся Бриджит и Адам, но Бриджет решает пойти в университет вместо подписания контракта. Двумя претендентами становятся Лорен и Кейси (у них одинаковое количество очков в последнем заплыве), но все таки повезло Лорен. В последнем эпизоде Симмо удивляет своим появлением в качестве одного из трех судей. К сожалению, этот сезон стал, вероятно, последним, так как академию «Solar Blue» закрыли.

## В ролях

### Первый сезон
- Rebecca «Bec» Sanderson — Kate Bell (Ребекка «Бек» Сандерсон — Кейт Белл)
- Dean «Edge» Edgely — Khan Chittenden (Дин «Эдж» Эджли — Хан Читтенден) российский дубляж — Александр Комлев
- Perri Lawe — Tahyna Tozzi (Перри Лоу — Тахина Тоззи) российский дубляж — Татьяна Шитова
- Matthew «Matt» Leyland — Chris Foy (Мэтью «Мэтт» Лилэнд — Крис Фой) российский дубляж — Денис Беспалый
- Fiona «Fly» Watson — Sophie Luck (Фиона «Флай» Уотсон — Софи Лак) российский дубляж — Вероника Шаршутина
- Heath Carroll — Adam Saunders (Хейф Кэролл — Адам Сандерс) российский дубляж — Михаил Тихонов
- Anna Petersen — Mara Scherzinger (Анна Петерсен — Мара Шерзингер) российский дубляж — Екатерина Корабельник
- Craig «Simmo» Simmonds — Martin Lynes (Крейг «Симмо» Симмондс — Мартин Линс) российский дубляж — Всеволод Кузнецов
- Jilly — Liz Burch (Джилли — Лиз Бурч) российский дубляж — Ольга Зубкова
- Deborah «Deb» Callum — Nadine Garner (Дебора «Деб» Каллум — Надин Гарнер) российский дубляж — Ирина Савина
- Joe Sanderson — Matt Ruddock (Джо Сандерсон — Мэтт Раддок) российский дубляж — Виктор Бохон

### Второй сезон
- Eric Tanner — Ryan Corr (Эрик Таннер — Райан Корр) российский дубляж — Иван Белый
- Amy Reed — Gabrielle Scollay (Эми Рид — Габриэль Сколлэй) российский дубляж — Екатерина Африкантова
- Mike Kruze — James Sorensen (Майк Круз — Джеймс Соренсен) российский дубляж — Александр Новин
- Brooke Solomon — Lesley Anne Mitchell (Брук Соломон — Лесли Энн Митчелл) российский дубляж — Жанна Никонова
- Corey Petrie — Trent Dalzell (Кори Петри — Трент Дальзел) российский дубляж — Михаил Тихонов
- Rachel Samuels — Taryn Marler (Рейчел Сэмюэлз — Тарин Марлер) российский дубляж — Александра Остроухова
- Fiona «Fly» Watson — Sophie Luck (Фиона «Флай» Уотсон — Софи Лак) российский дубляж — Вероника Шаршутина
- Craig «Simmo» Simmonds — Martin Lynes (Крейг «Симмо» Симмондс — Мартин Линс) российский дубляж — Всеволод Кузнецов
- Jilly — Liz Burch (Джилли — Лиз Бурч) российский дубляж — Ольга Зубкова

### Третий сезон
- Guy Spender — Kain O’Keefe (Гай Спендер — Каин O’Кифе) российский дубляж — Александр Комлев
- Charley Prince — Lachlan Buchanan (Чарли Принц — Лаклан Бьюкенен) российский дубляж — Олег Вирозуб
- Adam Bridge — Eka Darville (Адам Бридж — Эка Дарвилл) российский дубляж — Петр Иващенко
- Bridget Sanchez — Cariba Heine (Бриджит Санчес — Кариба Хейн) российский дубляж — Вероника Шаршутина
- Loren Power — Amy Beckwith (Лорен Пауэр — Эми Беквит) российский дубляж — Татьяна Шитова
- Cassie Cometti — Rebecca Breeds (Кейси Кометти — Ребекка Бридз) российский дубляж — Татьяна Лелетко
- Gary Miller — Craig Horner (Гэри Миллер — Крейг Хорнер) российский дубляж — Василий Зотов
- Bec Sanderson — Kate Bell (Бек Сандерсон — Кейт Белл) российский дубляж — Екатерина Астахова

## Список эпизодов

### Первый сезон (май-ноябрь 2005 года)
- The Contenders (Претенденты)
- Winners and Losers (Победители и проигравшие)
- Trouble in Paradise (Волнения в раю)
- Fly Takes a Dive (Флай ныряет)
- Anna Loses Her Way (Анна теряет свой путь)
- Edge Wipes Out Edge (Эдж не удерживается на волне)
- Friends in Need (Друзья в беде)
- Brothers and Sisters (Братья и сестры)
- Sharks In The Mind (Акулы в голове)
- Timing Is Everything (Время решает все)
- Out Of Control (Из-под контроля)
- Dreams and Dramas (Мечты и драмы)
- Life On The Line (Жизнь на линии)
- Bad Boy Heath (Плохой Хейф)
- Joker’s Wild (Злой шутник)
- Undefined (Неизвестные)
- Perri Lies Low (Перри притаилась)
- Winning Isn’t Everything (Победа это ещё не все)
- Right Dances-Wrong Partner (Верные танцы-неверный партнер)
- Big Wave Fears (Большие волны опасения)
- The Kiss (Поцелуй)
- Behind The Scenes (За кулисами)
- Tough Choices (Трудный выбор)
- The Band Plays On (Группа играет)
- Suspicious Minds (Подозрительные мысли)
- And The Winner Is… (И победителем становится …)

### Второй сезон (июнь-декабрь 2006 года) и третий сезон (апрель-сентябрь 2008 года)
Эпизоды второго и третьего сезонов не имеют названий — только порядковые номера от 1 до 26.

## Телевещание за пределами Австралии

### Европа
‘’Большая волна'’ показывается по каналу Бумеранг в Соединенном Королевстве. 11 июня 2007, сериал начал трансляцию в Швеции в рамках летних шоу ‘’Hej Hej Sommar’’ на канале СВТ.. Этот сериал также был показан в Польше на канале ZigZap, причем название у сериала было ‘’Na wysokiej fali’’, что означает «на высокой волне». В Германии, сериал назывался ‘’Blue Water High, die Surf-Akademie’’ (что означает «Большая голубая волна, Академия серфинга») и транслировался по телеканалу для детей KiKa. В Ирландии сериал показывался в шоу The Den, которое транслировалось по каналу RTE 2. А в Испании, Большая волна транслируется на каналах La 2 и ClanTVE. Во Франции ‘’Большая волна’’ транслируется по Filles TV и называется ‘’Blue Water High: Surf Academy’’ и означает то же самое, что и немецкий вариант сериала. В Норвегии шоу транслируется по каналу TV2 Zebra. В России сейчас этот сериал показывается на канале TeenTV.

### Южная Америка
В испаноязычных стран Латинской Америки, шоу называется '’Blue Water High, Escuela del Surf’’ (что означает то же, что и немецкий вариант сериала) и транслируется по каналу Boomerang Latin America. В Бразилии шоу транслируется на канале Boomerang Brazil под названием ‘’Galera do Surfe’’ (буквально «толпа серферов»)

### Северная Америка
Сериал показывался в сети Интернет на онлайн ТВ-ресурсе ‘’The WB’’, который появился благодаря компании Warner Bros.

### Южная Африка
В Южной Африке сериал выходил в эфир два раза в неделю по каналу Go местной спутниковой системы, а затем он был показан на канале 123 сети DSTV.

## Критика
Сериал был очень популярен в Австралии, у него были высокие рейтинги, критика и внушительное количество зрителей. Большинством фанов считают, что второй сезон хуже первого, так как не содержит достаточно драмы и юмора. Также они отмечают отсутствие ярко выраженной сюжетной линии и использование большого количества ярких ролей в одном эпизоде второго сезона. В первом сезоне зрители были очень недовольны недостаточной шлифовкой сценария. А общественная критика и мнение по поводу третьего сезона были неоднозначны, хотя многие считают, что этот сезон пытается компенсировать недостаток юмора, который был замечен во втором сезоне.